# Kriminalistická stopa

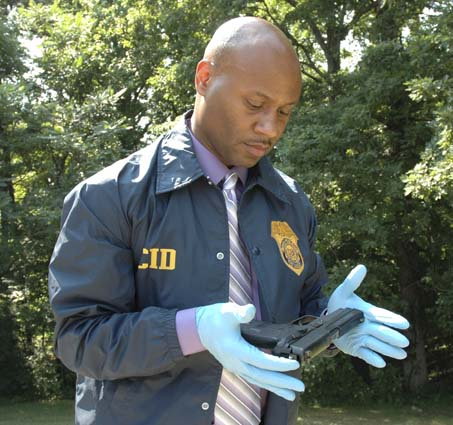
Vyšetřovatel zajišťuje pistoli ke stanovení stop

Kriminalistická stopa je každá změna na místě trestného činu nebo kriminalistické události, související s událostí, která je zjistitelná, zajistitelná a využitelná. Jedná se o změny v materiálním prostředí a ve vědomí lidí. Kriminalistická stopa je zásadním pojmem kriminalistiky. Tento vědní obor je na těchto stopách závislý, neboť jsou zdrojem informací o spáchaném trestném činu nebo jiné události související s kriminalistikou a jejich poznání dává východisko k objasnění a vyšetření spáchaného trestného činu.
Kriminalistická stopa je nositelem kriminalisticky relevantních informací. Vyhledání, zajištění, zdokumentování a vyhodnocení kriminalistických stop je předpokladem získání odpovědí na základní kriminalistické otázky
- Kdo? – Kdo je pachatel, spolupachatel, poškozený, pohlaví pachatele
- Co? – Co se stalo, jde o trestný čin, nešťastnou náhodu, sebevraždu, přirozenou událost
- Kdy? – Kdy došlo ke spácháni skutku, co nejmenší časové rozmezí
- Kde? – Kde došlo ke spáchání skutku, přesné vymezení místa události
- Jak? – Jak došlo ke spáchání skutku, způsob jednání, průběh události
- Čím? – Čím došlo ke spáchání skutku, nástroje a jejich použití
- Proč? – Proč došlo ke spáchání skutku, zjištění motivu, vymezení okruhu podezřelých osob, oběť vs pachatel

Význam kriminalistických stop je dán v možnosti jejich využití jako důkazního materiálu. Význam stop je taktický, technický a procesní.
- Taktický význam znamená, že zajištěné a vyhodnocené stopy jsou zdrojem informací o způsobu provedení kriminalisticky relevantní události, o osobách které se na ní podílely. Každá stopa nám odpovídá na některou z kriminalistických otázek; čím více informací nám poskytne, tím má vyšší taktickou hodnotu
- Technický význam spočívá v možnosti zjištění a zajištění stop pro odborné zkoumání z hlediska možnosti určení jednotlivých identifikačních znaků (upotřebitelnost stop), odráží se tedy od kvality stopy – čím kvalitnější stopa, tím vyšší její technická hodnota
- Procesní význam stopy je, jakou důkazní hodnotu bude mít tato stopa v trestním řízení a ve stadiu dokazování u soudu.

Stopy jako změny v materiálním prostředí a ve vědomí lidí vznikají zákonitě, a proto je dána možnost poznat a objastnit trestný čin.